# Montagnes et hauts-plateaux de Saxe
La région Montagnes et haut-plateaux de Saxe (Sächsisches Bergland und Mittelgebirge) est une des trois régions naturelles du land de Saxe en Allemagne. Elle s'étend au sud du Land à la frontière avec la Bavière et la République tchèque. Elle comprend les monts métallifères et ses contreforts. C'est une région de basse et moyenne montagne qui culmine à 1 214 m. au Fichtelberg.

## Macrogéochore
La région naturelle est divisée en 8 macrogéochores.
- Vogtland
- Suisse saxonne (Sächsische Schweiz)
- Montagnes de Haute-Lausace (Oberlausitzer Bergland)
- Monts de l'Elster (Elstergebirge)
- Monts métallifères occidentaux (Westerzgebirge)
- Monts métallifères centraux (Mittleres Erzgebirge)
- Monts métallifères orientaux (Osterzgebirge)
- Monts de Zittau (Zittauer Gebirge)